# Bucrates
Bucrates is een geslacht van rechtvleugeligen uit de familie sabelsprinkhanen (Tettigoniidae). De wetenschappelijke naam van dit geslacht is voor het eerst geldig gepubliceerd in 1838 door Burmeister.

## Soorten
Het geslacht Bucrates omvat de volgende soorten:
- Bucrates capitatus De Geer, 1773
- Bucrates clausus Scudder, 1878
- Bucrates lanista Rehn, 1918
- Bucrates malivolans Scudder, 1878